# Future War
Future War è un film del 1997 diretto da Anthony Doublin. È un film di fantascienza distribuito per il mercato video, con protagonista Daniel Bernhardt.

## Trama
In una navicella spaziale è in corso una rivolta. Un uomo si mette entra in un guscio di salvataggio e si getta nel Pacifico. La navicella contiene "The Runaway", uno schiavo senza nome. Egli è un obiettivo inseguito da alcuni cyborg. The Runaway trova rifugio in da una noviziata, che in precedenza trattava con la droga e faceva anche la prostituta. Insieme cercano di combattere quei cyborg che glio danno la caccia. The Runaway viene però arrestato dalla polizia per essere sospettato di aver ordinato gli attacchi di animali strani che hanno scatenato una valanga. Il Maestro Cyborg, il padre di tutti i cyborg, irrompe nella stazione e The Runaway riesce a sfuggire nella confusione. Egli insieme a suor Anna e ad alcune sue amiche, collaborano per riuscire a trovare gli animali meccanici. Scagliano così una dinamite nel mare, dove vivono quei mostri a forma di dinosauri, con la quale li hanno uccisi ma il maestro Cyborg li attacca ancora una volta. Riuscendo a sconfiggerlo, The Runaway diventa un consulente per gli adolescenti nella casa di suor Anna.